# Zollvereinsteig
Der Zollvereinsteig ist ein Rundwanderweg im Essener Norden. Auf einer Länge von 26,4 Kilometer umrundet der im April 2022 eröffnete Steig das UNESCO-Welterbe von Kokerei und Zeche Zollverein. Mit einem Gesamtanstieg von 321 Höhenmetern führt der Steig vorbei an Grüngürteln, Park- und Kleingärtenlagen, durch Industriebrachen und auf Halden, auf denen weitreichende Ausblicke über den grünen Essener Norden möglich sind. Nach dem Baldeneysteig und dem Kettwiger Panoramasteig ist der Zollvereinsteig der dritte Wandersteig in der Grünen Hauptstadt Europas von 2017.

## Verlauf

Das Welterbe Zollverein

Auch wenn ein Einstieg an jedem Punkt der Strecke möglich ist bietet es sich an, die Wanderung direkt an der Zeche Zollverein zu beginnen, da dort ausreichend Parkplätze vorhanden sind und die Zeche auch gut per Straßenbahn (Ruhrbahn Linie 107) zu erreichen ist. Auch der Haltepunkt Essen Zollverein Nord liegt in geringer Entfernung zum Zechengelände. Die Routenbeschreibung folgt der Strecke im Uhrzeigersinn.

### Nördlicher Teil
Mit Blick auf das Besucherzentrum und den markanten Förderturm von Schacht 12 führt der Weg zunächst nach Westen zum Skulpturenwald hinter der Kohlenwäsche. Danach wird die ehemalige Kokerei umrundet und erreicht den alten Zechenteil von Schacht 1/2/8 mit dem PACT Zollverein. Nach Unterquerung der Stammstrecke der Köln-Mindener Bahnstrecke führt der Weg durch ein kleines Grüngebiet weiter nach Westen. Mit km 5 wird der Kaiser-Wilhelm-Park in Altenessen erreicht. Auf einer ehemaligen Bahntrasse führt der Weg nach Norden und vorbei an der ehemaligen Zeche Carl mit Malakowturm, die heute als Jugend- und Kulturzentrum genutzt wird.
Über den Nordfriedhof Altenessen und einer Kleingartenanlage wird nördlich von der Bundesautobahn 42 die 50 Meter aufragende Schurenbachhalde erreicht, die zu einer der Essener Aussichten gehört. Der Weg führt bei km 10 auf verschlungenen Pfaden zum kahlen Gipfel mit der imposanten Bramme. Aus 86 m ü. NN hat man einen großartigen Rundblick über das Ruhrgebiet. Direkt nördlich liegen der Rhein-Herne-Kanal sowie weitere Halden in Gladbeck. In Richtung Süden ist die Zeche Zollverein und die Innenstadt zu sehen. Nach dem Abstieg folgt sofort wieder ein Aufstieg. Von der Halde Eickwinkel fällt der Blick auf die ehemalige Zeche Nordstern in Gelsenkirchen.
Nach Unterquerung der A 42 geht es durch ein kleines Grüngebiet und bei km 15 wird der Bahntrassenradweg der Nordsternbahn gekreuzt. Anschließend führt der Weg entlang einer alten Güterbahn in Richtung Osten. Anstelle des Weges am Katernberger Bach kann am Sportplatz direkt die parallel verlaufenden Meerbruchstraße nach Süden genutzt werden, die durch die Zechensiedlung Kolonie Hegemannshof verläuft. An ihrem Ende wird über den Nordsternradweg das Gelände am Standort Zollverein Schacht 4/11 und die Stadtgrenze von Gelsenkirchen erreicht. Dabei ist ein Blick nach Norden auf die Fatih-Moschee möglich. An dieser Stelle besteht die Möglichkeit die Tour zu beenden und 1,5 km über die Katernberger Straße wieder zurück zur Zeche Zollverein zu laufen bzw. die Straßenbahn zu nutzen.

### Südlicher Teil
Östlich von Schacht 4/11 erhebt sich oberhalb der Trabrennbahn Gelsenkirchen die Halde Zollverein, über die der Weg verläuft. Hinter dem Abstieg geht es entlang des Schwarzbachs auf Gelsenkirchener Stadtgebiet in Richtung Süden und über die Feldmarkstraße. Am Ostrand des Revierparks Nienhausen entlang wird hinter km 20 die Köln-Mindener-Bahnstrecke unterquert. Über ein bewaldetes Brachgebiet wird der Rotthauser Friedhof erreicht und der Weg nimmt ein Teilstück der alten Bahntrasse der Zollvereinbahn zurück auf Essener Stadtgebiet. Anschließend folgt der südliche Bogen, der  zur Zeche Zollverein zurückführt. Im Stadtteil Schonnebeck erreicht der Weg den Friedhof am Hallo, wo ein Standpunkt der Essener Aussichten den Ausblick auf Zollverein ermöglicht. Durch den Hallopark bei km 25 geht es in nördlicher Richtung zurück zum Ausgangspunkt an der Zeche.

## Seitenblicke

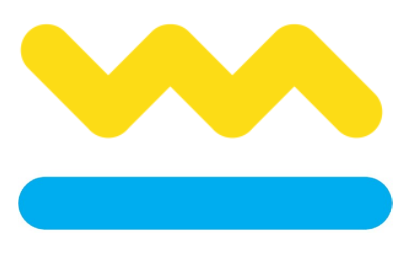
Wanderzeichen Zollvereinsteig Seitenblick

Ein erster Seitenblick fällt auf den Stadtteil Karnap, der von der Schurenbachhalde gut einzusehen ist. Im Mittelpunkt des 1-stündigen Abstechers liegt die Mathias-Stinnes-Siedlung mit einer Vielzahl von Zechenhäusern, die an von Bäumen gesäumten Straßen stehen. Die Siedlung war für die Bergleute der gleichnamigen Zeche gebaut worden. In Erinnerung an die aktive Zechenzeit steht an der Haltestelle Arenbergstraße/Karnaper Straße eine Seilscheibe dieser Zeche. Zwischen Zechensiedlung und dem Kanal liegt der Emscherpark als Naherholungszentrum. In der Nähe der Brücke über die Emscher steht der Carbon Obelisk, der als Kunstwerk den Bezug zur Kohlevergangenheit herstellt. Die Brücke führt auf eine kleine, schmale Insel zwischen Emscher und Rhein-Herne-Kanal, über die der Weg zurück zum Zollvereinsteig führt.
Auch nördlich der Zechensiedlung und der Güterbahnstrecke der Emschertalbahn gibt es einen Punkt der Essener Aussichten auf der Halde Mathias-Stinnes. Er kann auf dem Weg durch das Karnaper Wäldchen erreicht werden. Auf Gladbecker Stadtgebiet liegen nördlich davon die Halden 19 (mit Seilscheibe) und 22 sowie die Mottbruchhalde, die einen Abstecher Wert sind.

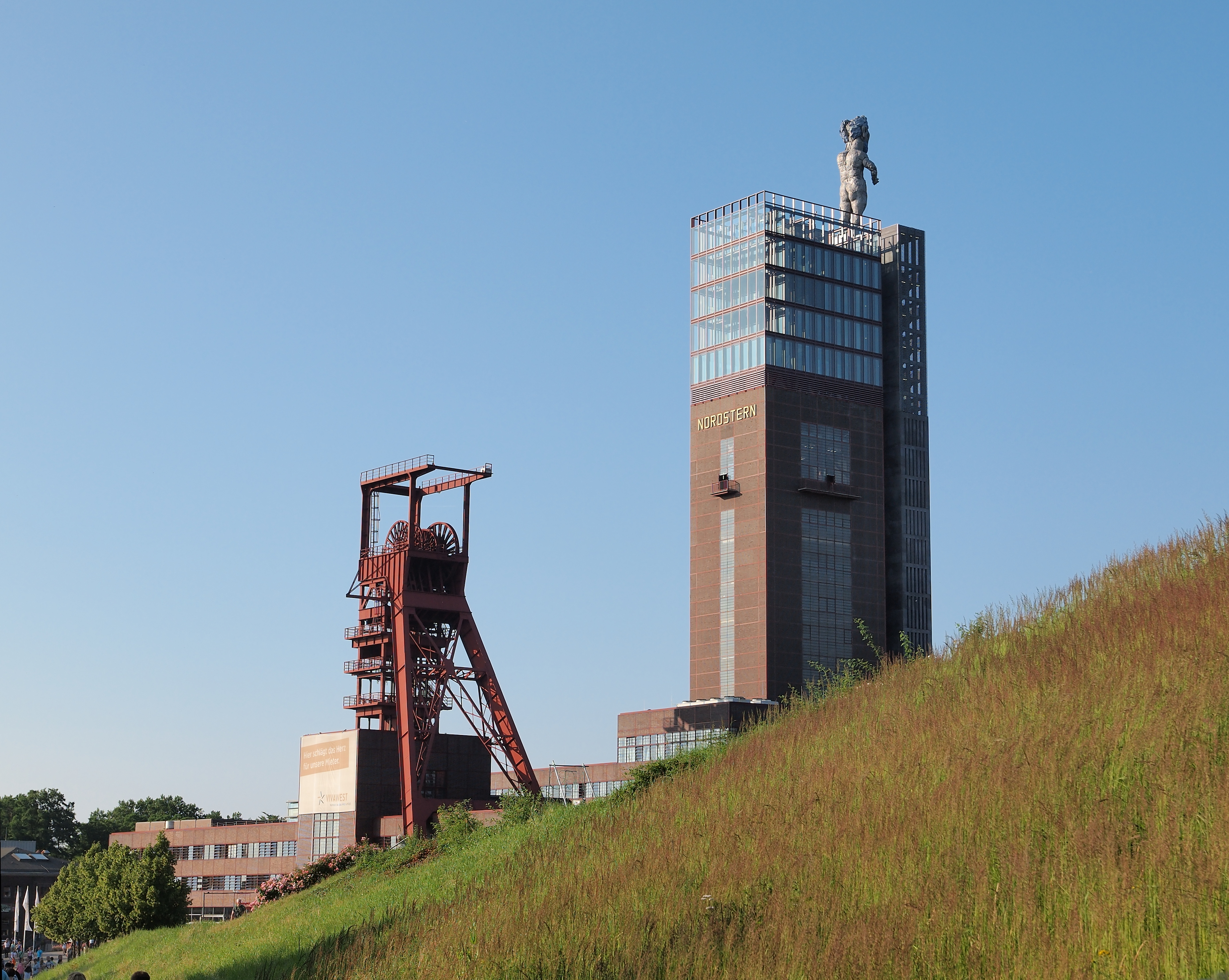
Zeche Nordstern

Schon der Seitenblick von der Halde Eickwinkel ließ die unweit liegende Zeche Nordstern erkennen. Unterhalb von Förderturm Schacht 2 mit der Monumentalskulptur Herkules ist ein großer Biergarten im umgebenden Landschaftspark des Nordsternparks. Imposantes Bauwerk neben dem Amphitheater ist das
Wahrzeichen des Nordsternparks: die Doppelbogenbrücke über den Rhein-Herne-Kanal.
Im Südlichen Bogen am Hallo-Friedhof kann ein Abstecher in Richtung Westen eingelegt werden. Der Weg südlich und oberhalb vom Sportpark Am Hallo führt über eine ehemalige Bahntrasse zu einem weiteren Punkt der Essener Aussichten. Der Blick von der dortigen Stele richtet sich über den Sportpark auf den Stadtteil Stoppenberg mit auffälligen Kirchtürmen und der Kokerei und Zeche Zollverein. Weiter westlich steht am Hangetal eine Aufschüttung, die eine Essener Aussicht in Richtung Westen auf die Stadt mit Rathaus und Postturm erschließt. Über den Helenenpark an der ehemaligen Zeche Helene und entlang der Köln-Mindener-Eisenbahnstrecke führt der Weg zurück nach Zollverein.